# Antoine Fortuné Marion
Antoine-Fortuné Marion (Aix-en-Provence, 10 de octubre de 1846 – id., 22 de enero de 1900) fue un naturalista provenzal.

## Primeros años y trabajos
De joven, Marion no era un alumno destacado. Su vocación le vino a los treinta años (1859), cuando se marchó a la campaña aixosa. Descubre en una cantera de aljez (roca de yeso) unas hojas de magnolia, que remite al célebre paleontobotánico de Aix, Gaston de Saporta, quien devendrá en su protector y amigo.
Aunque no aprobó su bachillerato, consigue en noviembre de 1862 ser preparador de Coquand y Derbès a partir de la recomendación de Saporta.
Sus primeros trabajos, se consagran a la fauna cuaternaria en Provenza, y sobre la ancianidad del homínimo, que serán publicados en 1867. Al año siguiente, recibirá una licencia en Ciencias.
A partir de 1870, estará nombrado sucesivamente a cargo de la enseñanza de las Ciencias naturales en el Liceo de Marsella, y luego a cargo de un curso de geología en la Facultad de Marsella. Y será al fin director del Laboratorio de zoología marina, situado en la Canebiera (hoy Quinconce des allées de Meilhan).

## Empleo del sulfuro de carbono
En los 1870s se produjo un violento ataque de Phylloxera vastatrix sobre las viñas provenzales. Aún no existían tratamientos conocidos para combatir el mal, Marion idea emplear el sulfuro de carbono. Y su idea fue un suceso. Preparó a punto muchos aparatos que permitían una utilización adecuada del producto. Su invención permitió salvar más de 50 000 ha de viñas en Francia, mas también en Italia, Portugal, y el este de Europa. Obtiene en 1881 la gran medalla de la Sociedad nacional de Agricultura de Francia, y será nombrado miembro de la Comisión Superior encargada de centralizar los esfuerzos contra el insecto.

## Fin de su carrera
Marion disenó en ese mismo tiempo acrecentar el tamaño de su laboratorio marsellés. Luego de numerosos conflictos, los trabajos llegan a su fin en 1887 y se inaugura en 1888. Fue elegido en 1887 miembro correspondiente de la Sociedad de Geografía de París.
Consagrará el final de su carrera a las aplicaciones científicas más que a sus descubrimientos. Sufrió durante una gran parte de su vida de una afección crónica hepática, pero nunca se quejó, haciéndolo en sus últimos años, al perder a su hija.
Se retiró en 1899. Al comienzo del año 1900, sufrió un último ataque, a los 53 años solamente.
Fue inhumado en el Cementerio de San Pedro de Marsella.

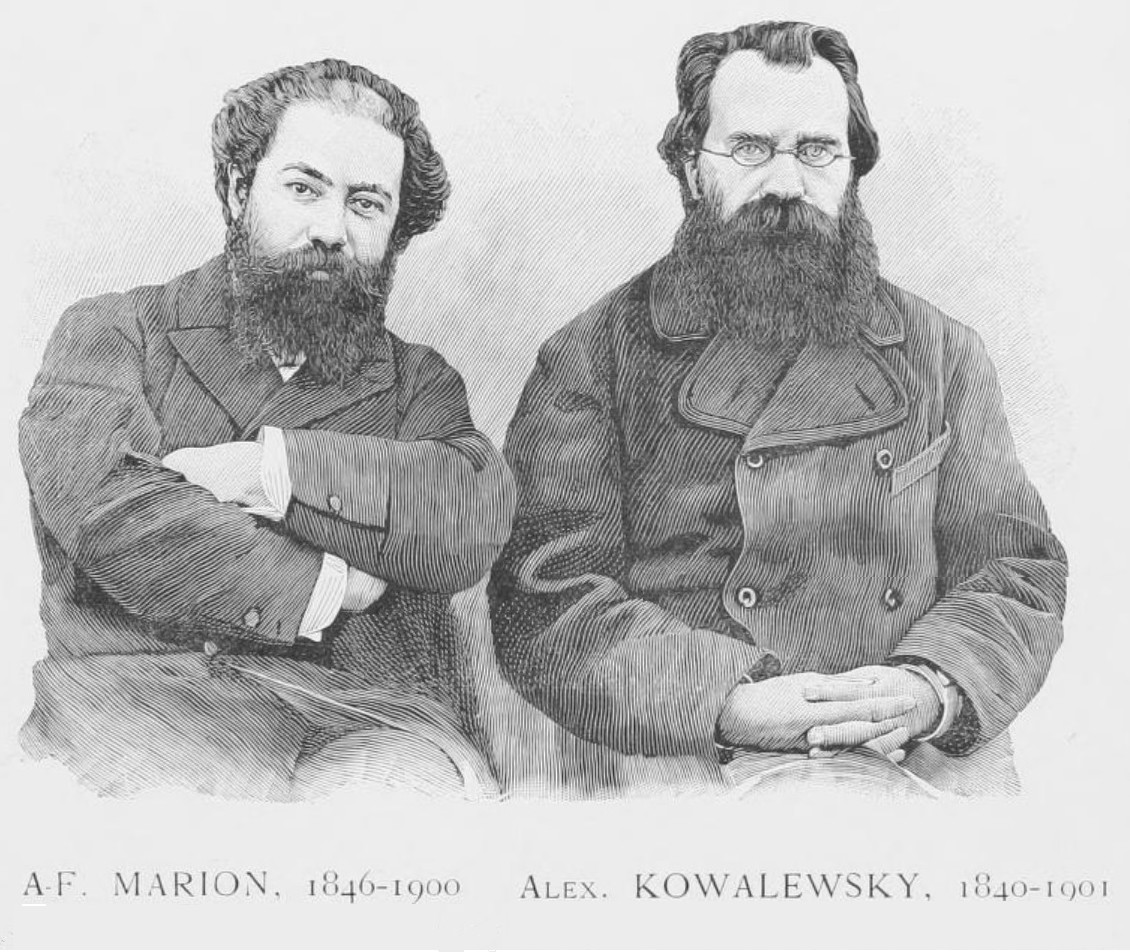
Antoine Fortuné Marion y Alexander Kovalevsky
Fundador y Colaborador de la revista Annals of Museo de Historia Natural de Marsella

## Honores
- El ministro de Instrucción pública pondrá su nombre a la Station Marine d'Endoume, barrio de Endoume, Marsella
- Se descubre en los jardines del Palacio Longchamp, Marsella un monumento conmemorativo a su nombre, obra de Constant Roux
- Otra de sus numerosas recompensas científicas, Marion recibió el título de Caballero de la Legión de honor en 1880, y Comandante de Cristo de Portugal (1880) y de Comandante de Santa Ana de Rusia (1893). Ese último galardón le fue acordado en razón de su visita a las viñas con filoxera de Crimea.

## Abreviatura (zoología)
La abreviatura Marion  se emplea para indicar a Antoine Fortuné Marion como autoridad en la descripción y taxonomía en zoología.